# Тяжкая жизнь авантюриста
«Тяжкая жизнь авантюриста» (чеш. Těžký život dobrodruha) — чехословацкая криминальная кинокомедия, снятая режиссёром в 1941 году.
Премьера фильма состоялась 28 ноября 1941 года.

## Сюжет
Главный герой фильма — писатель Карел Крышпин, автор серии детективных романов о похождениях преступника-джентльмена Фреда Флока. Однажды с писателем происходит необычное происшествие, от сталкивается лицом к лицу с человеком, который утверждает, что является его творением, что он Фред Флок. Молодой писатель против своей воли оказывается втянутым в реальный мир преступлений. Кроме того, появляется девушка Хелена, которая также жаждет узнать получше преступный мир. Ей кажется, что Крышпин и Флок — идеальные гиды для этого.
Во время приключений девушку похищает банда Флока, и Карел Крышпин должен её спасти. В конце фильма, когда Крышпин в перестрелке, якобы убивает Фреда Флока, оказывается, что Флок это комиссар полиции Никлас. Он хотел показать писателю вместе с полицейским инспектором Тихи, что не сто́ит героизировать преступников в своих романах.

## В ролях
- Ладислав Пешек — Карел Крышпин, писатель
- Отомар Корбеларж — преступник-джентльмен Фред Флок / комиссар полиции Никлас
- Адина Мандлова — Хелена Роханова
- Ярослав Марван — Тихи, инспектор полиции
- Карел Достал — Советник полиции
- Карел Черны
- Рудольф Грушинский
- Рудольф Дворский
- Эман Фиала